# Marcos Valério
Marcos Valério Fernandes de Souza (Curvelo, 29 de janeiro de 1961) é um empresário e publicitário brasileiro, tornado nacionalmente conhecido em 2005 por seu envolvimento no chamado escândalo do mensalão.
Como um dos sócios-proprietários de duas agências de comunicação de Minas Gerais, a DNA e a SMP&B, passou a prestar seus serviços a campanhas eleitorais de políticos, inicialmente do PSDB. Foi investigado sobre um suposto esquema de financiamento irregular, com recursos públicos e doações privadas ilegais, à campanha da reeleição em 1998 do então governador mineiro Eduardo Azeredo (PSDB), o esquema do  valerioduto tucano, nunca comprovados. Segundo as palavras do Procurador Geral da República, tal esquema foi o laboratório do mensalão do PT. Valério só veio a ganhar os holofotes da cena política brasileira no início de junho de 2005, quando o deputado Roberto Jefferson (PTB-RJ) fez suas primeiras acusações sobre o suposto esquema do mensalão.

## Trajetória
Marcos Valério Fernandes de Souza, ou simplesmente Marcos Valério, tem origem simples. É filho de Aidê Fernandes de Souza e Adeliro Francisco de Souza. Nasceu em Curvelo, Minas Gerais, em 29 de Janeiro de 1961. Passou a infância na zona noroeste de Belo Horizonte, onde sua família fixou residência.
Sua vida profissional iniciou-se no Banco do Estado de Minas Gerais conhecido como Bemge (comprado pelo Banco Itaú, em 1998). Segundo amigos de trabalho, ele chegou a trabalhar na área operacional do banco, como assistente de gerente ou num cargo parecido. Segundo o próprio Marcos Valério, ele trabalhou no Bemge durante 20 anos. No banco, conheceu Renilda, que seria sua futura esposa
Marcos Valério casou-se com Renilda Santiago em 1 de agosto de 1986. Eles tiveram um filho, que morreu de câncer, quando tinha 6 anos de idade. O casal também teve uma filha, Nathália e outro menino, João Vítor. Marcos Valério se separou de Renilda e agora está junto com Aline de Couto Chaves, estudante baiana.

## Patrimônio
Em 1997, seu patrimônio declarado não ultrapassava 400 mil reais. Em 2005, seu patrimônio declarado era de mais de 16 milhões de reais, o que alimentou suspeitas de enriquecimento ilícito. Seu patrimônio quadruplicou desde a posse do presidente Lula, em 2003.
Em 2004, segundo ano de governo do presidente Lula, a DNA e a SMP&B ampliaram seus ganhos em contratos oficiais. Valério teve o valor de um contrato aumentado, venceu dois contratos novos, nos Correios e na Câmara dos Deputados, e conseguiu prorrogar outros quatro contratos antigos.
Suas empresas conquistaram cerca de 150 milhões de reais em contratos com cinco órgãos e estatais do Executivo, além da Câmara dos Deputados. Segundo a Revista Veja, se avaliados também projetos de longo prazo, o total dos negócios de Valério junto ao governo poderia chegar a 400 milhões de reais. Jefferson, até então aliado do governo do presidente Lula, foi apontado, em um vídeo divulgado pela revista Veja, como "avalista" de um esquema de corrupção na estatal dos Correios. Em seguida, em entrevista exclusiva ao jornal Folha de S.Paulo, Jefferson contra-atacou acusando o governo e seu principal partido, o PT, de darem suporte a um esquema de corrupção generalizada que envolveria o suposto pagamento mensal de R$ 30 mil a deputados de vários partidos da base aliada do governo, em troca de apoio político.

## Envolvimento em corrupção

### Mensalão
De acordo com Jefferson, a operação do mensalão estaria a cargo de Marcos Valério, em estreita colaboração com Delúbio Soares, então tesoureiro do PT, e sob as ordens de José Dirceu, então Ministro-Chefe da Casa Civil (Brasil) e principal nome do governo Lula. Valério seria o responsável pela distribuição dos pagamentos mensais, utilizando dinheiro supostamente proveniente de empresas estatais e privadas, e que chegaria em malas à Brasília, onde seria então distribuído entre os parlamentares indicados por Delúbio.
Inicialmente, o publicitário negou as acusações, classificando-as como "infundadas, fantasiosas e aparentemente produzidas por desatino, desespero e cinismo". O empresário confirmava, no entanto, ter um relacionamento estreito com Delúbio Soares: "Nunca neguei que sou muito, mas muito amigo mesmo do Delúbio. Eu sou do interior, bicho do mato. O Delúbio é goiano, bicho do mato também".
Esta versão durou até o dia em que Fernanda Karina Somaggio, ex-secretária que trabalhou com o acusado entre 2003 e 2004, disse que Valério mantinha contatos frequentes com parlamentares e membros do PT. Marcos Valério negava até então ter qualquer envolvimento financeiro com o PT.
As denúncias se ampliaram de forma que provocaram, no ano de 2005, a criação de uma Comissão Parlamentar Mista de Inquérito (CPMI dos Correios) para investigar a corrupção nos Correios e outros órgãos estatais e, posteriormente, a criação de outra Comissão Parlamentar (a "CPI do Mensalão e da Compra de Votos"), para apurar especificamente as denúncias do "mensalão" no governo do PT, estendendo-se até as denúncias anteriores de compra de votos no governo do ex-presidente Fernando Henrique Cardoso.
Paralelamente, outras investigações passaram a ser conduzidas pela Polícia Federal e pela Procuradoria-Geral da República para apurar as acusações de corrupção em estatais e as denúncias de tráfico de influência e compra de votos.
As investigações acabaram trazendo à luz que Marcos Valério realizou vultosos e sucessivos empréstimos junto a bancos privados (Banco Rural e BMG) repassando-os ao PT e a outros partidos da base aliada, entre os anos de 2003 e 2005. Tais empréstimos tinham como garantia os contratos das empresas de publicidade de Valério junto a órgãos públicos.
Em seus depoimentos, Valério e Delúbio Soares terminaram por admitir as movimentações e empréstimos, afirmando, porém, que os repasses serviriam para caixa 2 de campanha, o custeio não-declarado (ou "não-contabilizado", nas palavras de Delúbio) das campanhas eleitorais de 2002 e 2004, não sendo utilizados para a compra de votos de parlamentares. Além disso, ambos sustentaram que nunca houve o uso de recursos públicos, já que o dinheiro seria proveniente dos empréstimos feitos por Valério, que teriam que ser pagos em algum momento pelo PT. Incidentalmente, entre os que que receberam repasses das empresas de Valério, foi identificado Roberto Brant, do PFL, partido de oposição ao governo. O deputado afirmou, em sua defesa, que o dinheiro teria sido repassado para sua campanha eleitoral, doado por uma empresa privada e intermediado por Valério.

#### Prisão
No dia 2 de dezembro de 2011 foi preso por suspeita de grilagem de terra no interior da Bahia. No dia 13 de dezembro de 2011 após uma concessão do Superior Tribunal de Justiça (STJ), ganhou a liberdade. Voltou a ser preso quando condenado pelo mensalão.

#### Acusações contra o ex-presidente Lula
Em novembro de  2012 deu novos depoimentos acusando o ex-presidente Lula de envolvimento no mensalão.

#### Condenação e multa
Com o final do julgamento do mensalão, no dia 18 de dezembro de 2012 o ministro e então presidente do Supremo Tribunal Federal (STF), Joaquim Barbosa, publica a carta de sentença e Marcos Valério recebe pena de 40 anos, 4 meses e 6 dias, com multa de R$ 3 milhões pelos crimes de corrupção ativa, peculato, lavagem de dinheiro, evasão de divisas e formação de quadrilha. Após o STF julgar e aceitar embargos infringentes para o crime de quadrilha, a pena diminui para 37 anos, 5 meses e 6 dias. Cumpriu pena em regime fechado até 9 de setembro de 2019 quando passou para o regime semi aberto.

### Petrolão
Em 12 de maio de 2016, a justiça autorizou a denúncia do MPF na Operação Lava Jato, na fase Carbono 14, e Marcos Valério tornou-se réu.